# 대프니 애슈브룩

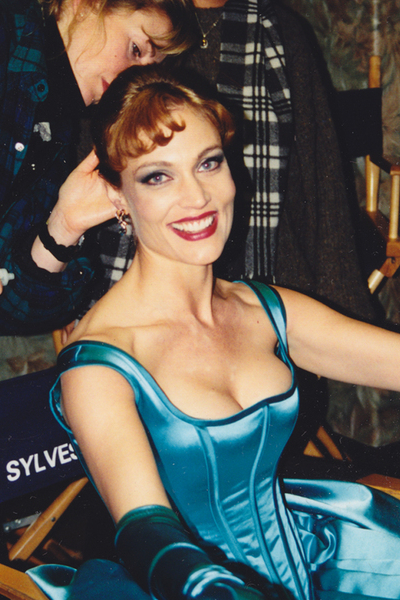

대프니 애슈브룩(영어: Daphne Ashbrook, 1963년 1월 30일 ~ )은 미국의 배우이다.
롱비치에서 태어났다.

## 출연 작품
- 하숙인 (2009년)
- 리벤지 (1994년)
- 오토매틱 (1994년)
- 스위트 머더 (1993, Poisoned by Love: The Kern County Murders)
- 인트루더 (1992년)
- 미드나잇 대결전 (1991년)
- 불멸의 록 허드슨 (1990년)
- 14 고잉 온 30 (1988년)
- 고요의 땅 (1986년)
- 사위 합동 작전 (1985년)
- 럭키 댄싱 2 (1984, Gimme an 'F') - 피비 윌리스 역
- 탐정수첩 (1983년)

### 텔레비전
- JAG (1995-98)
- 닥터 후 (1996)
- The O.C. (2003-06)